# Унгуркуй
Унгуркуй (рос. Унгуркуй) — село Кяхтинського району, Бурятії Росії. Входить до складу Зарянського сільського поселення.
Населення —  444 особи (2010 рік). 